# Blue State – Eine Reise ins Blaue
Blue State – Eine Reise ins Blaue ist eine kanadisch-US-amerikanische romantische Filmkomödie aus dem Jahr 2007. Regie führte Marshall Lewy, der ebenfalls das Drehbuch schrieb.

## Handlung
John Logue ist ein begeisterter Wahlkämpfer für John Kerry bei den Präsidentschaftswahlen des Jahres 2004 und ein ebenso überzeugter Demokrat. Als er bei einer Wahlkampfveranstaltung im betrunkenen Zustand schwört, im Falle der Wiederwahl von George W. Bush nach Kanada auszureisen, will er dieses Versprechen nach der Wahlniederlage Kerrys auch einlösen. Gemeinsam mit der geheimnisvollen Chloe, die sich als Mitfahrerin beworben hat, begibt er sich auf die Reise nach Winnipeg. Im Laufe der Fahrt kommen sich die beiden näher und lernen die Hintergründe des jeweils anderen für die Reise sowie dessen wahre Geschichte kennen. So zeigt sich, dass Johns Bruder im Irak gefallen ist, während Chloe dorthin eigentlich wieder zurück müsste, da sie Soldatin ist und deshalb die Flucht nach Kanada antritt. 
Als die beiden letztlich erkennen müssen, dass weder die für eine rasche Einbürgerung in Kanada nötige Eheschließung mit kanadischen Staatsbürgern, noch ein Leben im Hinterland als illegale politische Flüchtlinge auf Dauer sehr verlockend sind und dass es besser ist, sich seinen Verantwortungen und Herausforderungen zu stellen, kehren beide in die USA zurück. Die Schlussszene verrät, dass Chloe mit einer unehrenhaften Entlassung davonkommt und sie und John nun ein Paar sind.

## Kritik
„Die eng an den Irak-Konflikt angesiedelte Komödie setzt zwar einige satirisch-ironische Spitzen, ist aber vor allem am romantischen Potenzial der Geschichte interessiert und strebt keine Vertiefung des Themas an.“